# Olevano Romano
Olevano Romano este o comună în Provincia Roma, Lazio din Italia. În 2011 avea o populație de 6.753 de locuitori.

## Geografie fizică

### Teritoriu
Zona locuită se ridică pe Muntele Celeste, la marginea munților Prenestino-lepine-Hernia, în provincia Roma.

## Istoric
Centrul Olevano Romano datează cel puțin la epoca romană. Acest lucru este evidențiat de o arheologie monumentală de relief: rămășițele zidurilor orașului în lucrări poligonale, realizate din blocuri mari pătrată în piatră locală, dintr-o epocă înainte de romanizarea teritoriului.
Ultimul domn al lui Olevano a fost prințul Camillo Borghese (1775-1832), soțul lui Paolina Bonaparte, sora lui Napoleon.

### Simboluri
Emblema primăriei este formată din trei dealuri mici, pe partea centrală fiind un măslin. Scutul poartă semnul SPQR (Senatus Populusque Romanus), acordat de Senatul Republicii Române (1849), când o coloană de Olevanesi a rupt asediul Romei pentru a aduce provizii în oraș, revizuită de Garibaldi, așa că a fost descris "... desculț, murdar, zdrențuit, dar cu niște cuțite ..."

## Monumente și locuri de interes

### Arhitectură religioasă
Sanctuarul SS. Annunziata, sugestivă, este situată în partea de jos a centrului istoric, care rămâne detașat din țară și are vedere spre un pătrat pavat de un trotuar de piatră.
Sanctuarul Madonnei del Buon Consiglio.

### Arhitecturi medievale
Printre obiectivele turistice se numără turnul medieval, datând din vremea Colonnei. Din aceasta vă puteți bucura de o panoramă cu:
- la sud Monti Lepini, Valle del Sacco și la distanță începutul câmpiei Pontine,
- la vest, Monti Prenestini și Valle del Sacco superioară,
- la nord Munții Simbruini,
- la est, Muntele Scalambra.

Un alt loc interesant sunt zidurile poligonale ale timpurilor preromane, constând din blocuri de piatră impunătoare, care înconjoară partea inferioară a centrului istoric.

### Grupuri etnice și minorități străine
La 31 decembrie 2015, în Olevano Romano erau 571 de rezidenți străini (8,54%), cele mai reprezentative naționalități fiind:
România: 352 (5.26%)
Albania: 113 (1,69%)

## Economie

### Agricultură
Satul este renumit pentru producția de vinuri roșii reglementate de disciplinare DOC Cesanese Olevano romane, dintre care majoritatea provin din struguri nativ „Cesanese.“ Unii producători au primit premii prestigioase pentru acest vin, printre care o recunoaștere la Vinitaly din Verona. În ciuda faptului că este cunoscuți antic pentru vinul roșu dulce, atît spumante, cît și încă, versiunea roșie uscată a fost întotdeauna produsă, apreciată de cunoscători. În ultima vreme a fost afirmat roșu uscat D.O.C. pe piețele naționale și internaționale, în două versiuni: rafinate din oțel inoxidabil și învechite în barie.
Municipalitatea este, de asemenea, teritoriul de producție a altor vinuri D.O.C. ca Cesanese de Olevano Romano spumante, Cesanese de vin spumant Olevano Romano, Cesanese de Olevano Romano dulce Cesanese de Olevano Romano adorabili, Cesanese de Olevano Romano spumant dulce, The Olevano superior Romano Cesanese Cesanese a rezervelor Olevano Romano , Cesanese di Affile, spumant Cesanese di Affile, Cesanese di Affile dolce, vin spumant Cesanese di Affile.

## Administrare
Din 1816 până în 1870 a făcut parte din Comarca Romei, subdiviziune administrativă a statului papal.
În 1872, Olevano și-a schimbat numele în Olevano Romano.

## Demografie
Olevano Romano - evoluția demografică

|  | Graficele sunt indisponibile din cauza unor probleme tehnice. Mai multe informații se găsesc la Phabricator și la wiki-ul MediaWiki. |

Date: Recensăminte sau birourile de statistică - grafică realizată de Wikipedia